# Oblast de Primorié
1856–1920
Entités suivantes :
- République d'Extrême-Orient

L’oblast de Primorié (en russe : Приморская область) est un oblast de l'Empire russe créé en 1856 en Extrême-Orient avec pour capitale Nikolaïevsk-sur-l'Amour (jusqu’en 1880), Khabarovsk (1880-1888) puis Vladivostok.

## Géographie
L’oblast de Primorié s’étend sur tout le littoral oriental de la Sibérie, de l’océan Arctique à la frontière coréenne (14 950 verstes de littoral). À l’ouest l’oblast est bordé par les oblasts de Iakoutsk et de l’Amour. La frontière commune avec la Chine suit le cours de la rivière Oussouri.
Le territoire de l’oblast de Primorié correspond de nos jours au kraïs de Primorie, Khabarovsk et Kamtchatka, aux oblasts de Magadan et Sakhaline (la partie septentrionale fait partie de l’oblast de Primorié jusqu’en 1884) et au District autonome de Tchoukotka.

## Histoire
La présence russe en Extrême-Orient remonte au XVIIe siècle et s’intensifie jusqu’au XIXe siècle. Le littoral sibérien et la presqu’île du Kamtchatka sont réunis en 1856 pour former l’oblast de Primorié. En 1857, un territoire le long de l’Amour est détaché de l’oblast pour former l’oblast de l'Amour. En 1884, la partie nord de Sakhaline devient également une entité administrative autonome au sein de l’oblast. En 1888, Vladivostok devient la capitale de l’oblast.
En 1909, une réforme administrative donne naissance aux oblasts du Kamtchatka et de Sakhaline à partir de territoires de l’oblast de Primorié.
Pendant la guerre civile russe l’oblast est le théâtre de l’intervention alliée en Sibérie et voit la création de la république d'Extrême-Orient.

## Subdivisions administratives
L'oblast, d'une superficie de 1 629 424 km2 en 1900, est divisé alors en neuf okrougs : Anadyr, Guijiga, Komandorski, Okhotsk, Petropavlovsk, Ouda, Oussouri, Khabarovsk et Oussouri méridional.

## Population
En 1897 la population de l’oblast s’élève à 220 557 habitants, dont 35,9 % de Russes, 14,9 % d'Ukrainiens, 13,7 % de Chinois, 10,9 % de Coréens et 7,6 % de populations toungouses-mandchous.